# 레삿
레삿(베트남어: Lê Sát / 黎察 여찰, ? ~ 1437년)은 대월 후 레 왕조의 장수이다. 람선 봉기 때 레러이 휘하에서 활약한 장수 중 한 명이다.

## 생애
타인호아 토쑤언현(壽春縣)에서 태어났다. 레러이가 람선 봉기를 일으키자 그에게 의탁하여 장수가 되었다.
1425년, 딘레(丁禮)가 군사를 이끌고 연주(演州)를 공격할 때 레러이가 레삿, 르우년쭈로 하여금 병사를 이끌고 가서 그에게 호응하도록 하였다.
1426년, 찔랑-쓰엉장 전투에 참가하여 레투(黎受)와 함께 쓰엉장성(昌江城)을 공격해 깨뜨렸다.
1427년, 르우년쭈, 레린(黎冷), 딘리엣, 레투 등과 함께 병사 1만, 전투용 코끼리 5마리를 이끌고 찔랑관(支棱關)에 매복하였다가 명나라군을 대파하였다. 이어 쩐르우(陳榴) 등과 함께 승세를 타 명나라군을 추격하여 1만여 명을 참수하였다.
후 레 왕조가 세워진 뒤 레삿은 대사도(大司徒)로 봉해졌고, 개국공신의 반열에 들었다. 응우옌짜이, 찐카, 쩐응우옌한, 팜반싸오, 딘리엣, 레응언 등과 홍비(紅緋)를 입는 특권을 얻었다.
1429년, 레러이가 첫째 아들인 개군공(開郡公) 레뜨떼를 국왕(國王)으로 봉하고, 둘째 아들 양군공(梁郡公) 레응우옌롱을 황태자로 봉하였다. 레러이는 레삿, 레응언, 르우년쭈, 레리(黎理), 부이꾸옥흥(裴國興) 5명에게 레응우옌롱을 보좌하도록 하였다.
1433년, 레러이가 사망하였다. 레러이는 임종 전에 레뜨떼를 군왕(郡王)으로 강봉하고 레응우옌롱이 황태자라고 지정하였다. 레응우옌롱이 뒤를 이으니 바로 레 태종이고, 나이가 어렸기 때문에 레삿이 정권을 장악하였다.
레삿은 장수 출신이었으므로 학식이 얕은 데다 불법을 자행하였고, 성격이 교만하고 횡포하여 발호하였고, 반대파를 배척하였다. 1437년, 태종이 성년이 되어 친정을 실시하였고, 그러한 죄명으로 그를 파직한 뒤 사사하였다.